# Abakanowiczowie herbu Abdank
Abakanowiczowie herbu Abdank, o przydomku Jurewicz – polski ród szlachecki, pochodzenia tatarskiego. Gałąź rodu Krzeczowskich.

## Etymologia przydomku
Członkowie rodu Abakanowiczów używali przydomku Jurewicz, który zaczerpnęli od imienia jednego ze swoich przodków – Jerzego (Jura) Abakanowicza.

## Historia
Członkowie rodu Abakanowiczów używali polskiego herbu szlacheckiego o nazwie Abdank. Mieli tatarskie pochodzenie i byli gałęzią rodu Krzeczowskich.
Protoplastą rodziny był Abul Abbas Fursowicz Krzeczowski, współwłaściciel Krzeczowic, wzmiankowany w 1565 i 1569 roku. Jego synami byli Józef, Suliman, Eliasz i Achmeć Abbas-Kanowicze, wspominani w przywileju królewskim z 1631 roku.
Synem Achmecia był natomiast Janusz zwany Abakanowiczem, który pozostawił po sobie Jerzego (Jur). Przypuszcza się, że Jerzy przyjął chrzest, ponieważ od czasów jego syna, Jerzego Jurewicza Abakanowicza, dziedzica dóbr Podruksze-Lachowszczyzna, rodzina występuje w źródłach jako katolicka.
Członkowie tego rodu, Jerzy i Adam Abakanowiczowie, podpisali w 1763 roku manifest szlachty z województwa wileńskiego skierowany przeciwko nielegalnym działaniom trybunału z bliżej nieokreślonego powodu. Rok później natomiast podpisali konwokację na sejm w tym samym województwie.
W księdze szlachty guberni kowieńskiej w latach 1849 i 1860 byli zapisani Michał, Ignacy i Jan, synowie Kazimierza, a wnukowie Jerzego – dziedzica dóbr Podruksze-Lachowszczyzna.

## Znani przedstawiciele
- Bruno Abakanowicz (1852–1900) – matematyk, elektrotechnik i wynalazca[4][1].
- Piotr Abakanowicz (1889–1948) – podpułkownik Wojska Polskiego, kawaler orderu Orderu Virtuti Militari[5].